# Гёттингенский университет
Гёттингенский университет имени Георга Августа (нем. Georg-August-Universität) — один из традиционных образовательных центров Нижней Саксонии.
С начала XX века символом местных студентов является «Γусятница Лиза из Гёттингена» (нем. Göttinger Gänseliesel).

## История
Университет был основан ганноверским курфюрстом Георгом Августом (более известным как король Великобритании Георг II) в 1734 году и приступил к деятельности три года спустя.
В продолжение XVIII века университет быстро развивался и, достигнув численности 1000 студентов, стал одним из крупнейших высших учебных заведений Европы того времени. При нём действовала Обсерватория Шрётера (в Лилиентале).
В эпоху Просвещения стал известен как «школа закона», поскольку более половины его студентов посвятили себя юриспруденции. Пользовался успехом среди русской дворянской молодёжи, увлечённой немецкой идеалистической философией. Лекции в Гёттингене посещали многие будущие декабристы и персонаж романа «Евгений Онегин» — Владимир Ленский («с душою прямо геттингенской»).
К концу XIX века заметную роль в жизни университета стали играть естественные науки, особенно математика. В XIX веке с Гёттингенским университетом были связаны такие выдающиеся математики, как Карл Фридрих Гаусс, Бернхард Риман, Петер Густав Лежён-Дирихле, Феликс Клейн, Давид Гильберт. Деятельность Гильберта превратила в начале XX столетия Гёттинген в математическую мекку.
В первые десятилетия XX века университет стал центром многих направлений современной физики, пока в 1930-е годы профессора еврейского происхождения не были подвергнуты гонениям и не покинули университет. С Гёттингенским университетом связана деятельность по меньшей мере 45 нобелевских лауреатов.

## Подразделения
- Аграрный факультет
- Факультет биологии и психологии
- Факультет геологии и географии
- Факультет лесного хозяйства и лесной экологии
- Факультет математики и информатики
- Медицинский факультет
- Факультет общественных наук
- Теологический факультет
- Физический факультет
- Философский факультет
- Химический факультет
- Экономический факультет
- Юридический факультет

Библиотека Гёттингенского университета занимает ведущее место среди библиотек Германии (4,5 млн томов).

## Известные профессора
- Андре, Карл Эрих — геолог, палеонтолог
- Бар, Карл Людвиг — юрист
- Бейльштейн, Федор Федорович — химик
- Бехтель, Фридрих — филолог
- Блуменбах, Иоганн Фридрих — зоолог
- Больнов, Отто Фридрих — философ, педагог
- Бонвеч, Натаниель — историк, богослов
- Борн Макс — физик
- Бокман, Хартмут — историк
- Боц, Август Вильгельм — философ
- Бругш Генрих — египтолог
- Бузольт Георг — историк
- Герман Вагнер — географ
- Ваккернагель Якоб — лингвист
- Валлах Отто — химик
- Вебер Вильгельм Эдуард — физик
- Вейль Герман — математик
- Велльгаузен Юлиус — востоковед.
- Вёлер, Фридрих — химик
- Галлер Альбрехт — естествоиспытатель
- Гаусс Карл Фридрих — математик
- Мориц Гейне — лингвист
- Вильгельм Иоганн Геннеберг — агрохимик
- Гёдеке Карл — литературовед
- Гильберт Давид — математик
- Гмелин, Иоганн Фридрих — ботаник и медик
- Гризебах, Август — ботаник
- Гримм Якоб и Вильгельм — филологи
- Густав Гуго — юрист
- Дальман Фридрих Кристоф — историк
- Дирихле Петер Густав Лежён — математик
- Зигмонди Рихард — химик
- Мартин Зум — химик
- Адольф фон Кёнен — палеонтолог
- Кёлер Вольфганг — психолог
- Кольрауш Фридрих Вильгельм Георг — физик
- Курант Рихард — математик
- Курциус Эрнст — историк
- Лауэ Макс Феликс Теодор фон — физик
- Теодор Либиш —  минералог и кристаллограф
- Листинг Иоганн Бенедикт — математик и физик
- Майер Тобиас Иоганн — астроном
- Мартенс Георг Фридрих фон — юрист
- Мюллер Георг Элиас — психолог
- Нельсон Леонард — философ
- Нернст Вальтер Фридрих Герман — физик и химик
- Нётер Эмми — математик
- Ноль Герман — философ
- Прандтль Людвиг — физик
- Густав Рете — филолог
- Бернхард Риман — математик
- Гюнтер Ринеккер — химик
- Рошер Вильгельм Георг Фридрих — экономист
- Георг Сарториус — историк
- Ферворн Макс — физиолог
- Фик Август — филолог
- Роберт Фишер — историк искусства.
- Фойгт, Вольдемар — физик
- Хёниш Эрих[нем.] — китаевед и монголовед
- Хунд Фридрих — физик
- Шварцшильд Карл — астроном
- Шрадер Генрих Адольф — ботаник
- Штилле Ханс — геолог
- Шур, Вильгельм — астроном

## Известные выпускники
- Карл Фридрих Александер (1925—2017) — немецкий физик-ядерщик;
- Фридрих Август фон Аммон (1799—1861) — немецкий врач-офтальмолог;
- Томас Ахелис (1850—1909) — немецкий этнолог, социолог, религиовед;
- Христоф Готфрид Бардили (1761—1808) — немецкий философ и преподаватель;
- Макс Бланкенхорн (1861—1947) — немецкий геолог и палеонтолог;
- Генрих Бильц — немецкий химик;
- Дитер Болен — немецкий музыкант, музыкальный продюсер и композитор;
- Карл Витте (1800—1883) — самый юный доктор наук в истории;
- Бресслау, Гарри (1848—1926) — немецкий историк;
- Генрих Гейне — немецкий поэт, учился на юридическом факультете;
- Гроте, Герман (1802−1895) — немецкий нумизмат, геральдист, литератор, издатель;
- Гротефенд, Карл Людвиг (1807—1874) — немецкий археолог, востоковед, нумизмат, архивариус и историк;
- Рихард Дедекинд — выдающийся немецкий математик;
- Павел Григорьевич Демидов — учёный-натуралист, меценат, основатель Ярославского училища высших наук;
- Оскар Друде — немецкий ботаник, эколог и геоботаник;
- Душ, Иоанн Яков (1725—1787) — немецкий писатель, поэт и переводчик;
- Любовь Николаевна Запольская — русский и советский математик XX века, одна из первых женщин-математиков в России;
- Эмиль Зеленка — немецкий зоолог;
- Людвиг Клайзен — немецкий химик-органик;
- Роберт Кох (1843—1910) — немецкий микробиолог;
- Джон Пирпонт Морган — американский предприниматель, банкир и финансист;
- Альбрехт Тэер — немецкий учёный-аграрий, почвовед;
- Юрген Хабермас — немецкий философ и социолог;
- Хюбнер, Ганс — немецкий химик;
- Эрнст Шефер — немецкий зоолог, орнитолог, тибетолог, штурмбаннфюрер СС, руководящий сотрудник Аненербе;
- Герхард Шрёдер — канцлер ФРГ с 27 октября 1998 по 21 ноября 2005 года;
- Адольф Франк (1834—1916) — немецкий учёный-химик, создатель калийной промышленности Германии;
- Вальтер Фрике — немецкий астроном;
- Фридлендер, Эбергард Давид (1799—1869) — немецкий экономист и педагог, профессор Дерптского университета;
- Роберт Оппенгеймер — американский физик, один из руководителей проекта по созданию ядерного оружия;
- Георг-Виктор-Фридрих-Дитрих Шеле-фон-Шеленбург (1771—1844) — немецкий политический и государственный деятель.
- Генрих Иоанн фон Яннау (1752—1821) — прибалтийский религиозный деятель, пастор, историк и писатель.